# Te casse pas la tête, Jerry
Pour plus de détails, voir Fiche technique et Distribution.
Te casse pas la tête, Jerry (Don't Raise the Bridge, Lower the River) est un film britannique de Jerry Paris sorti en 1968.

## Fiche technique
- Titre original : Don't Raise the Bridge, Lower the River
- Réalisation : Jerry Paris
- Scénario : Max Wilk, d'après son roman Don't Raise the Bridge, Lower the River
- Direction artistique : John Howell
- Photographie : Otto Heller
- Montage : Bill Lenny
- Musique : David Whitaker
- Chorégraphie : Leo Kharibian
- Production : Walter Shenson ; Leon Becker (production associée)
- Société de production : Walter Shenson Productions
- Société de distribution : Columbia Pictures
- Pays :  Royaume-Uni
- Langue : anglais
- Format : Couleur (Technicolor) - 35 mm - 1,85:1 - son mono (Westrex Recording System)
- Genre :  comédie
- Durée : 99 minutes
- Dates de sortie :
  - États-Unis : 19 juin 1968 (Los Angeles) ; 12 juillet 1968 (sortie nationale)
  - France : 13 septembre 1968
  - Royaume-Uni : septembre 1968

## Distribution
- Jerry Lewis (VF : Jacques Dynam) : George Lester
- Terry-Thomas (VF : Roger Carel) : H. William Homer
- Jacqueline Pearce (en) (VF : Perrette Pradier) : Pamela Lester
- Bernard Cribbins (VF : Philippe Dumat) : Fred Davies
- Patricia Routledge : Lucille Beatty
- Nicholas Parsons (VF : Bernard Dhéran) : Dudley Heath
- Michael Bates (VF : Antoine Marin) : le Dr Spink
- Colin Gordon (VF : Richard Francœur) : M. Hartford
- John Bluthal (en) (VF : Roger Rudel) : le Dr Pinto
- Sandra Caron : l'infirmière de Pinto
- Margaret Nolan : l'infirmière de Spink
- Harold Goodwin (VF : Jean Berton) : Six-Eyes Wiener (Œil-de-Lynx en VF)
- Niké Arrighi : la serveuse portugaise
- John Barrard : l'homme zébré
- Pippa Benedict (VF : Perrette Pradier) : Fern Averback
- Robbie Lee (en) : Bruce
- Al Mancini (en) (VF : Gérard Hernandez) : Pedro, le chauffeur portugais
- Richard Montez (VF : Henry Djanik) : Ali
- John Moore (VF : René Renot) : Digby
- Henry Soskin (VF : Claude Dasset) : l'Arabe barbu

## Production
Le tournage a eu lieu du 15 mai au 30 juin 1967 à Londres (Piccadilly Circus, Royal Academy of Arts, Kings Road, Tower Bridge) et au Portugal.